# Burg Nordshausen
Die Burg Nordshausen ist eine abgegangene Burg bei 220 m ü. NN im Ortsbezirk Nordshausen von Kassel in Hessen.
Von der ehemaligen Burg ist fast nichts überliefert. Knappe schreibt, dass 1317 ein Henricus de Nordershusen als Konsul von Kassel Erwähnung fand. Möglicherweise besaß seine Familie die nun längst verschwundene kleine Burg auf dem Mattenberg.